# Salon XIII
Maillots
Actualités
Le Rugby Club Salon XIII , est un club français de rugby à XIII situé à Salon-de-Provence, dans le département des Bouches-du-Rhône. Fondé en 1947 par Joseph Saint, le club a toujours perduré à travers les décennies. L'équipe senior évolue dans le Championnat de France de rugby à XIII de seconde division en cette saison 2025. A quatre reprises, le club a remporté le Championnat de France de deuxième division en 1963, 1976, 1996 et 1997.
Quelques grands noms du rugby à XIII ont été au club tels Paul Piany, Pierre Etchart, Romain Sort.
Le club, associé à l'école de rugby, forme les jeunes des U7 (5 à 7 ans) jusqu’aux U19 (17 à 20 ans). Plusieurs de ces jeunes sont sélectionnés en équipe de France dans leur catégorie
.

## internationaux
- Les internationaux passés et présents :
  - Romain Sort, Pierre Etchart.

## Palmarès
| Championnat de France de deuxième division  |
| ------------------------------------------- |
| - Vainqueur (4) : 1963, 1976, 1996 et 1997. |

## Bilan du club toutes saisons et toutes compétitions confondues
| Année                                      | Année                                      | Saison régulière                                                              | Saison régulière                                                              | Saison régulière                                                              | Saison régulière                                                              | Saison régulière                                                              | Saison régulière                                                              | Saison régulière                                                              | Saison régulière                                                              | Phase finale                                                                  | Phase finale                                                                  | Phase finale                                                                  | Phase finale                                                                  | Phase finale                                                                  | Phase finale                                                                  | Phase finale                                                                  | Coupe                                                                         |
| Année                                      | Année                                      | Class.                                                                        | Points                                                                        | MJ                                                                            | V.                                                                            | N.                                                                            | D.                                                                            | Pp.                                                                           | Pc.                                                                           | Perf.                                                                         | MJ                                                                            | V.                                                                            | N.                                                                            | D.                                                                            | Pp.                                                                           | Pc.                                                                           | Performance                                                                   |
| Championnat de France de deuxième division | Championnat de France de deuxième division | Championnat de France de deuxième division                                    | Championnat de France de deuxième division                                    | Championnat de France de deuxième division                                    | Championnat de France de deuxième division                                    | Championnat de France de deuxième division                                    | Championnat de France de deuxième division                                    | Championnat de France de deuxième division                                    | Championnat de France de deuxième division                                    | Championnat de France de deuxième division                                    | Championnat de France de deuxième division                                    | Championnat de France de deuxième division                                    | Championnat de France de deuxième division                                    | Championnat de France de deuxième division                                    | Championnat de France de deuxième division                                    | Championnat de France de deuxième division                                    | Coupe de France                                                               |
| 2018                                       | 2018                                       | 9e                                                                            | 18                                                                            | 18                                                                            | 5                                                                             | 0                                                                             | 12                                                                            | 430                                                                           | 698                                                                           | Non qualifié                                                                  | -                                                                             | -                                                                             | -                                                                             | -                                                                             | -                                                                             | -                                                                             | Huitième-de-finale                                                            |
| 2019                                       | 2019                                       | 12e                                                                           | 5                                                                             | 22                                                                            | 2                                                                             | 0                                                                             | 20                                                                            | 263                                                                           | 970                                                                           | Non qualifié                                                                  | -                                                                             | -                                                                             | -                                                                             | -                                                                             | -                                                                             | -                                                                             | 2e tour                                                                       |
| 2020                                       | 2020                                       | Éditions annulées et titres non décernés en raison de la pandémie de Covid-19 | Éditions annulées et titres non décernés en raison de la pandémie de Covid-19 | Éditions annulées et titres non décernés en raison de la pandémie de Covid-19 | Éditions annulées et titres non décernés en raison de la pandémie de Covid-19 | Éditions annulées et titres non décernés en raison de la pandémie de Covid-19 | Éditions annulées et titres non décernés en raison de la pandémie de Covid-19 | Éditions annulées et titres non décernés en raison de la pandémie de Covid-19 | Éditions annulées et titres non décernés en raison de la pandémie de Covid-19 | Éditions annulées et titres non décernés en raison de la pandémie de Covid-19 | Éditions annulées et titres non décernés en raison de la pandémie de Covid-19 | Éditions annulées et titres non décernés en raison de la pandémie de Covid-19 | Éditions annulées et titres non décernés en raison de la pandémie de Covid-19 | Éditions annulées et titres non décernés en raison de la pandémie de Covid-19 | Éditions annulées et titres non décernés en raison de la pandémie de Covid-19 | Éditions annulées et titres non décernés en raison de la pandémie de Covid-19 | Éditions annulées et titres non décernés en raison de la pandémie de Covid-19 |
| 2021                                       |                                            | Éditions annulées et titres non décernés en raison de la pandémie de Covid-19 | Éditions annulées et titres non décernés en raison de la pandémie de Covid-19 | Éditions annulées et titres non décernés en raison de la pandémie de Covid-19 | Éditions annulées et titres non décernés en raison de la pandémie de Covid-19 | Éditions annulées et titres non décernés en raison de la pandémie de Covid-19 | Éditions annulées et titres non décernés en raison de la pandémie de Covid-19 | Éditions annulées et titres non décernés en raison de la pandémie de Covid-19 | Éditions annulées et titres non décernés en raison de la pandémie de Covid-19 | Éditions annulées et titres non décernés en raison de la pandémie de Covid-19 | Éditions annulées et titres non décernés en raison de la pandémie de Covid-19 | Éditions annulées et titres non décernés en raison de la pandémie de Covid-19 | Éditions annulées et titres non décernés en raison de la pandémie de Covid-19 | Éditions annulées et titres non décernés en raison de la pandémie de Covid-19 | Éditions annulées et titres non décernés en raison de la pandémie de Covid-19 | Éditions annulées et titres non décernés en raison de la pandémie de Covid-19 | Éditions annulées et titres non décernés en raison de la pandémie de Covid-19 |
| 2022                                       | 2022                                       | 9e                                                                            | 19                                                                            | 18                                                                            | 4                                                                             | 0                                                                             | 14                                                                            | 436                                                                           | 575                                                                           | Non qualifié                                                                  | -                                                                             | -                                                                             | -                                                                             | -                                                                             | -                                                                             | -                                                                             | Annulée                                                                       |
| 2023                                       | 2023                                       | 7e                                                                            | 22                                                                            | 16                                                                            | 6                                                                             | 0                                                                             | 10                                                                            | 368                                                                           | 551                                                                           | Non qualifié                                                                  | -                                                                             | -                                                                             | -                                                                             | -                                                                             | -                                                                             | -                                                                             | Seizième de finale                                                            |
| 2024                                       | 2024                                       | 9e                                                                            | 4                                                                             | 16                                                                            | 0                                                                             | 0                                                                             | 16                                                                            | 226                                                                           | 574                                                                           | Non qualifié                                                                  | -                                                                             | -                                                                             | -                                                                             | -                                                                             | -                                                                             | -                                                                             | Huitième de finale                                                            |
| 2025                                       | 2025                                       | 9e                                                                            | 16                                                                            | 16                                                                            | 3                                                                             | 0                                                                             | 13                                                                            | 320                                                                           | 503                                                                           | Non qualifié                                                                  | -                                                                             | -                                                                             | -                                                                             | -                                                                             | -                                                                             | -                                                                             | 1er tour                                                                      |